# إدوارد ألكوك
إدوارد ألكوك (بالإنجليزية: Edward Alcock)‏ (7 سبتمبر 1913 في المملكة المتحدة - 1981 في المملكة المتحدة) هو لاعب كرة قدم بريطاني (وحمل سابقاً جنسية المملكة المتحدة لبريطانيا العظمى وأيرلندا) في مركز جناح ‏. لعب مع نادي ترانمير روفرز لكرة القدم وCongleton Town F.C. ‏.